# Austrotachardia angulata
Austrotachardia angulata är en insektsart som först beskrevs av Walter Wilson Froggatt 1911.  Austrotachardia angulata ingår i släktet Austrotachardia och familjen Kerriidae. Inga underarter finns listade i Catalogue of Life.